# Black Coffee (DJ)
Black Coffee (* 11. März 1976 in Durban; eigentlich Nkosinathi Innocent Maphumulo) ist ein südafrikanischer House-DJ und Musikproduzent. Nachdem er über Jahre seine Bekanntheit als DJ international aufgebaut hatte, gelang ihm 2017 der Durchbruch in den USA. 2022 gewann er mit seinem Album Subconsciously einen Grammy in der Kategorie Bestes Dance-/Electronic-Album.

## Biografie
Einen Großteil seiner Jugend verbrachte Nathi Maphumulo alias Black Coffee in Durban. Musikalisch beeinflusst wurde er von seinem Onkel, der ein Reggae-Fan war. Mit 12 Jahren ging die Ehe seiner Eltern auseinander und er musste in die arme Kleinstadt Mthatha umziehen. Zwei Jahre später, am Tag als Nelson Mandela aus dem Gefängnis entlassen wurde, war er eines der Opfer eines politisch motivierten Anschlags, bei dem ein Autofahrer in eine Menschenmenge fuhr. Danach konnte er seinen linken Arm nicht mehr bewegen. Das hinderte ihn aber nicht daran, eine Musikkarriere zu verfolgen. Er begann ein Musikstudium in Durban und belegte Jazztheorie. Aber noch vor dem Abschluss trat er ab und wurde mit zwei Freunden Begleitsänger des Gitarristen Madala Kunene. Schließlich wurden er, Thandukwazi Sikhosana und Mnqobi Mdabe ein eigenständiges Gesangstrio unter dem Namen Shana.
Zu der Zeit erwachte sein Interesse an der elektronischen Musikproduktion und als er die Chance bekam, an der Red Bull Music Academy in Kapstadt teilzunehmen, schrieb er sich 2003 ein. Zwei Jahre vergingen, bis er seine erste eigene Produktion, das Album Black Coffee, veröffentlichte. Schon mit seinem Debüt erregte er Aufmerksamkeit und in den folgenden Jahren baute er seine Bekanntheit mit weiteren Alben aus. Dazu machte er sich mit Nachwuchsförderung und sozialen Projekten in seiner Heimat einen Namen. Er schloss sogar einen Vertrag mit Universal, die seine Veröffentlichungen auch ins Ausland brachten. Verbunden war das mit Auftritten als DJ mit Engagements in den USA und Europa.
2010 wurde Black Coffee ins Guinness-Buch der Rekorde aufgenommen, nachdem er 60 Stunden ohne Unterbrechung als DJ aufgelegt hatte. In den 2010er Jahren wuchs dann auch seine Bekanntheit im Ausland und er gewann spezielle Auszeichnungen wie den Breakthrough DJ Award in Ibiza und einen BET Award als bester afrikanischer Künstler in Los Angeles.
Einem breiteren Publikum bekannt wurde er erst 2017, als der kanadische Rapper Drake ihn auf seinem Nummer-eins-Mixtape More Life im Song Get It Together samplete. Das Lied schaffte sogar den Sprung in die US-Singlecharts und er wurde als Mitinterpret genannt. Daraufhin suchten zahlreiche bekannte Musiker die Zusammenarbeit mit ihm. Der erste große Erfolg war die gemeinsame Single Drive mit dem französischen DJ David Guetta, die 2018 ein Dancehit wurde und sich fast drei Monate in den US-Dancecharts hielt. In den nächsten beiden Jahren arbeitete er unter anderem mit Sängern und Sängerinnen wie Usher, Celeste und Pharrell Williams sowie dem US-DJ Diplo zusammen. Mit letzterem hatte er 2021 mit Never Gonna Forget einen weiteren Dance-Charthit.
Die Single war eines der Lieder auf seinem Album Subconsciously, auf dem auch die anderen Kollaborationen enthalten waren. Es erschien kurz nach der Single und erreichte Platz 25 der US-Dancecharts. In der Schweiz kam es sogar in die offiziellen Charts auf Platz 50. Bei den Grammy Awards 2022 wurde es in der Kategorie Bestes Dance-/Electronic-Album nominiert und gewann die Auszeichnung.

## Diskografie
Alben
- Black Coffee (2005)
- Have Another One (2007)
- Home Brewed (2009)
- Africa Rising (3-fach-CD, 2012)
- The Djoon Experience (mit Joaquin „Joe“ Claussell, 2013)
- Yo yo (mit Martine Thomas featuring Daniele die Bonaventura, 2015)
- Pieces of Me (2015)
- The Journey Continues (2016)
- Subconsciously (2020)

Lieder
- Turn Me On (2009)
- Never Saw You Coming (2009)
- Crazy (2010)
- We Are One (2011)
- Rock My World (2012)
- Traveller (2013)
- I Know What’s on Your Mind (2013)
- Ready for the World (2013)
- Never Saw You Coming (featuring Tsepo, 2015)
- We Dance Again (2015)
- Come with Me (2016)
- You Rock My World (featuring Soulstar, 2016)
- I Have Faith (featuring Mondli Ngcobo, 2016)
- I’ll Find You (featuring Cara Frew, 2016)
- Buya (featuring Toshi, 2016)
- Your Eyes (2016)
- Drive (mit David Guetta featuring Delilah Montagu, 2018)
- Wish You Were Here (featuring Msaki, 2018)
- Lalala (featuring Usher, 2019)
- Sbcncsly (featuring Sabrina Claudio, 2020)
- Ready for You (featuring Celeste, 2020)
- 10 Missed Calls (featuring Pharrell Williams & Jozzy, 2020)
- You Needed Me (featuring Maxine Ashley & Sun-El Musician, 2020)
- Never Gonna Forget (mit Diplo featuring Elderbrook, 2021)
- Breaking Hearts (featuring Amos, 2021)
- The Rapture Pt.III (mit &Me & Keinemusik, 2023)

Gastbeiträge
- Get It Together / Drake featuring Jorja Smith & Black Coffee (2017)

## Auszeichnungen für Musikverkäufe
| Goldene Schallplatte - Frankreich - 2024: für die Single Drive - Griechenland - 2024: für die Single The Rapture Pt.III - Portugal - 2024: für das Lied Get It Together | Platin-Schallplatte - Australien - 2024: für das Lied Get It Together |

Anmerkung: Auszeichnungen in Ländern aus den Charttabellen bzw. Chartboxen sind in ebendiesen zu finden.
| Land/RegionAuszeichnungen für Musikverkäufe (Land/Region, Auszeichnungen, Verkäufe, Quellen) | Gold     | Platin     | Verkäufe | Quellen         |
| -------------------------------------------------------------------------------------------- | -------- | ---------- | -------- | --------------- |
| Australien (ARIA)                                                                            | —        | Platin1    | 70.000   | aria.com.au     |
| Frankreich (SNEP)                                                                            | Gold1    | —          | 100.000  | snepmusique.com |
| Griechenland (IFPI)                                                                          | Gold1    | —          | 10.000   | Einzelnachweise |
| Portugal (AFP)                                                                               | Gold1    | —          | 5.000    | Einzelnachweise |
| Vereinigtes Königreich (BPI)                                                                 | —        | Platin1    | 600.000  | bpi.co.uk       |
| Insgesamt                                                                                    | 3× Gold3 | 2× Platin2 |          |                 |